# حقل (الفيزياء)
في الفيزياء، الحقل (بالإنجليزية: Field)‏ تعبير عن كمية أو مقدار يمكن تعيينه في كل نقطة ضمن الفضاء الفيزيائي. مثلا وجود شحنة كهربائية ما يؤدي إلى وجود حقل كهربائي محيط بالشحنة موجود في كل نقاط الفضاء المحيط ويمكن كشفه فقط بوضع واحدة الشحن في إحدى هذه النقاط لتخضع لقوة كهربائية تمثل الحقل الموجود في هذه النقطة، فهو نوع من التعبير عن الكمون الكهربائي (الطاقة الكامنة الكهربائية)، نفس الكلام ينطبق على الحقل الثقالي: ففي الفضاء المحيط بالأرض يوجد حقل ثقالي للأرض يمثل الكمون الثقالي في هذه النقطة، ووضع كتلة في أي من هذه النقاط يكشف وجود هذا الحقل.

## نظرية الحقول
تقوم نظرية الحقول (بالإنجليزية: Field theory)‏ بتوصيف تعقيدات تحريك هذه الحقول، أي أنها تحدد كيف تتغير الحقول مع الزمن وعادة ما يتم هذا باستخدام اللاغرانجي أو الهاميلتوني للحقل المعني، وتتم معالجته حسب الميكانيك الكلاسيكي أو الميكانيك الكمومي ضمن جملة ذات عدد محدود من درجات الحرية.

## أنواع الحقول الفيزيائية
يتم تصنيف الحقول حسب سلوكها تجاه التحويلات التناظرية (الدورانية والانتقالية):
- حقول قياسية (بالإنجليزية: Scalar fields)‏: يعبر عنها بمتغير وحيد أي قيمة وحيدة تنسب لكل نقطة في الفضاء الفيزيائي، وهي لا تتغير باجراء تحويلات على الفضاء. مثالها درجات الحرارة في كل نقطة ضمن الفضاء. فعملية نقل أو تدوير هذا الفضاء أو النظام الإحداثي المرتبط به لا يغير من درجات الحرارة المرتبطة بكل نقطة.
- حقول شعاعية (اتجاهية) (بالإنجليزية: Vector field)‏: حيث تنسب لكل نقطة متجه مؤلف من قيمة عددية واتجاه. في هذه الحالة يحدث تغير لمركبات الشعاع عند إجراء تحويل دوراني للنظام الإحداثي المرتبط بالفضاء (مثاله: الحقل الكهربائي والحقل المغناطيسي).
- حقول الموترات (بالإنجليزية: Tensor fields)‏: حيث ترتبط كل نقطة بالفضاء مع موتر، ويتم تبديل مكونات الموتر مع بعضها عندما نقوم بتحويلات دورانية في الفضاء.
- حقول سبينية (بالإنجليزية: Spinor fields)‏: نسبة إلى السبين، تفيد في نظرية الحقل الكمومية.

## أسس رياضية
الحقول القياسية: هي عبارة عن دالة تنسب لكل نقطة من الفضاء الرياضي عددا معينا مع الإشارة أن الفضاء المعني هنا ليس الفضاء الثلاثي الأبعاد أي ال {\displaystyle \mathbb {R} ^{3}} فحسب بل الفضاء الرياضي الذي يمكن أن يكون ال {\displaystyle \mathbb {R} ^{n}} وإذا سمينا هذه الدالة f فإنها رياضيا يعبر عنها كالآتي:

{\displaystyle f:\mathbb {R} ^{n}\rightarrow \mathbb {R} }

{\displaystyle {\vec {f}}={\begin{pmatrix}f_{1}\\f_{2}\\f_{3}\end{pmatrix}}\quad {\mbox{ oder }}\quad {\vec {a}}={\begin{pmatrix}a_{1}&a_{2}&a_{3}\\\end{pmatrix}}}
الحقول الشعاعية (بالإنجليزية: Vector field)‏: هي عبارة على دالات تنسب لكل نقطة في الفضاء.